# سد اللصب
سد اللصب، هو سد أثري قديم يقع في مدينة الطائف غرب المملكة العربية السعودية.

## البناء
يقع السد شرقي الطريق السريع، بُني في وادٍ عرضه حوالي 100 متر، وهو عبارة عن جدار متين البناء، شيد فوق بروز صخري في وسط قناة ضيقة بعرض خمسة أمتار.، السد في الوقت الحالي مقطوع من منتصفه ولم يتبق منه الا جزء يسير من الجهة الشرقية وقد شيد على بروز صخري من احجار مستطيلة الشكل.

## الآثار
ويوجد بجانب السد بقايا بعض المنازل المهجورة، كما عثر على بعض كسر الفخار التي تعود إلى العصر الإسلامي، وأيضاً السدود الأثرية التي تبلغ قرابة 34 سد.